# Paulo Pinheiro (informático)
Paulo Pinheiro da Silva (Rio de Janeiro) é um cientista da computação brasileiro-estadunidense. Trabalha na área da web semântica. Trabalha no Pacific Northwest National Laboratory do Departamento de Energia dos Estados Unidos desde 2011. Entre 2006 e 2012 foi professor associado de ciência da computação da Universidade do Texas em El Paso.